# ستانلي إس. بالارد
ستانلي إس. بالارد (بالإنجليزية: Stanley S. Ballard)‏ هو فيزيائي وضابط أمريكي، ولد في 1908، وتوفي في 1998.